# این ما هستیم (مجموعه تلویزیونی)
این ما هستیم  (به انگلیسی: This Is Us) یک سریال تلویزیون آمریکایی کمدی-درام و تراژیک، ساخته شده توسط دن فاگلمن (به انگلیسی: Dan Fogelman) است که برای اولین بار در ان بی سی در سپتامبر ۲۰، ۲۰۱۶ پخش شد.
گروه بازیگران شامل میلو ونتیمیگلیا (جک)، مندی مور (ربکا)، استرلینگ کی براون (رندل)، کریسی متز، جاستین هارتلی (کوین)، سوزان کلچی واتسون، کریس سولیوان و ران سیفس جونز است.
داستان در مورد یک خانواده آمریکایی هست که دارای سه فرزند هستند و زندگی، وقایع، اتفاقات بزرگ و کوچکی که هرکدام از این افراد با آن برخورد می‌کنند بیان می‌شود و در بسیاری از موارد ارتباط بین همین افراد در گذشته حال و آینده مورد اصلی موضوعی این سریال می‌باشد. این سریال به چندین بازه زمانی (گذشته‌ها، حال و آینده) برگشت می‌کند و تمامی این اتفاقات در این زمان‌ها بارها رخ می‌دهد.